# Ventura de los Reyes
Ventura de los Reyes y Sánchez (Manila, 1752-Manila, 1835) fue un destacado comerciante y político filipino, reconocido por ser el primer diputado filipino en las Cortes de Cádiz.

## Biografía

#### Primeros Años
Ventura de los Reyes nació en Manila, Filipinas, hacia 1752. Hijo de Santiago de los Reyes Prado y Cardona, natural de Barcelona y de Vicenta Sánchez, de Manila, los detalles sobre su infancia y educación son escasos, pero se sabe que comenzó sus actividades económicas en Manila.

#### Carrera Comercial
Reyes demostró ser un hábil comerciante, viajando frecuentemente a México en la Nao de Acapulco. Su talento para las transacciones comerciales lo convirtió rápidamente en uno de los comerciantes más ricos e influyentes de Manila. Mantuvo una buena relación con el gobernador general, Fernández de Folguera, y otras autoridades españolas, lo que favoreció su éxito comercial.

#### Carrera Política
En 1810, a pesar de su avanzada edad, fue elegido diputado a las Cortes de Cádiz, gracias a su prestigio y conexiones. Previo a su elección, formó parte de los accionistas de la Casa de la Misericordia de Manila. Debido a la distancia entre Filipinas y España, la Regencia nombró diputados suplentes hasta que llegaran los electos. De los Reyes juró el cargo el 9 de diciembre de 1811, tras un viaje de más de diez meses.

#### Contribuciones y Legado
En las Cortes, Reyes fue una voz influyente, abogando por reformas urgentes en la agricultura y la supresión del monopolio del Galeón de Acapulco. También intervino para extender la duración del mandato de los diputados de Ultramar a dos años. Su regreso a Filipinas en 1821 coincidió con su nombramiento como vocal de la junta para la elección de diputados durante el Trienio Constitucional. Falleció en 1822.
Vida familiar
Reyes contrajo matrimonio en tres ocasiones: la primera con María Marcela García, de quien tuvo dos hijos; la segunda con María Josefa Monterroso, de quien tuvo cuatro y, finalmente, con la hermana de su segunda esposa, María Vicenta Monterroso, que le dio cinco hijos. Su hija María de los Dolores, nacida del segundo matrimonio, estuvo casada con Íñigo González de Azaola y su hijo José Máximo, nacido del tercero, casó con Matilde Corradi y Costa, sobrina del senador Fernando Corradi. Entre sus numerosos descendientes se cuentan el pintor mexicano Chucho Reyes (a través de su hijo Marcos Manuel), el general auditor Fernando Berenguer y el novelista Luis Berenguer (a través de su hija María Dolores), así como el pintor y fotógrafo sevillano Ventura de los Reyes y Corradi y sus sobrinos el matemático Ventura de los Reyes y Prósper y el botánico Eduardo de los Reyes y Prósper (a través de su hijo José Máximo).

#### Homenajes
En el 175 aniversario de las Cortes de Cádiz, la Embajada de Filipinas y la Real Academia Hispano-Americana de Cádiz conmemoraron a de los Reyes, junto con los suplentes Pérez Tagle y Couto, con una placa en su memoria.